# Bad Deutsch-Altenburg
Bad Deutsch-Altenburg este o comună-târg (în germană Marktgemeinde) austriacă, din districtul Bruck an der Leitha, în Austria Inferioară, situată pe malul drept al Dunării.

## Istorie
Localitatea actuală Bad Deutsch-Altenburg este așezată pe locul unde se afla colonia romană Carnuntum.

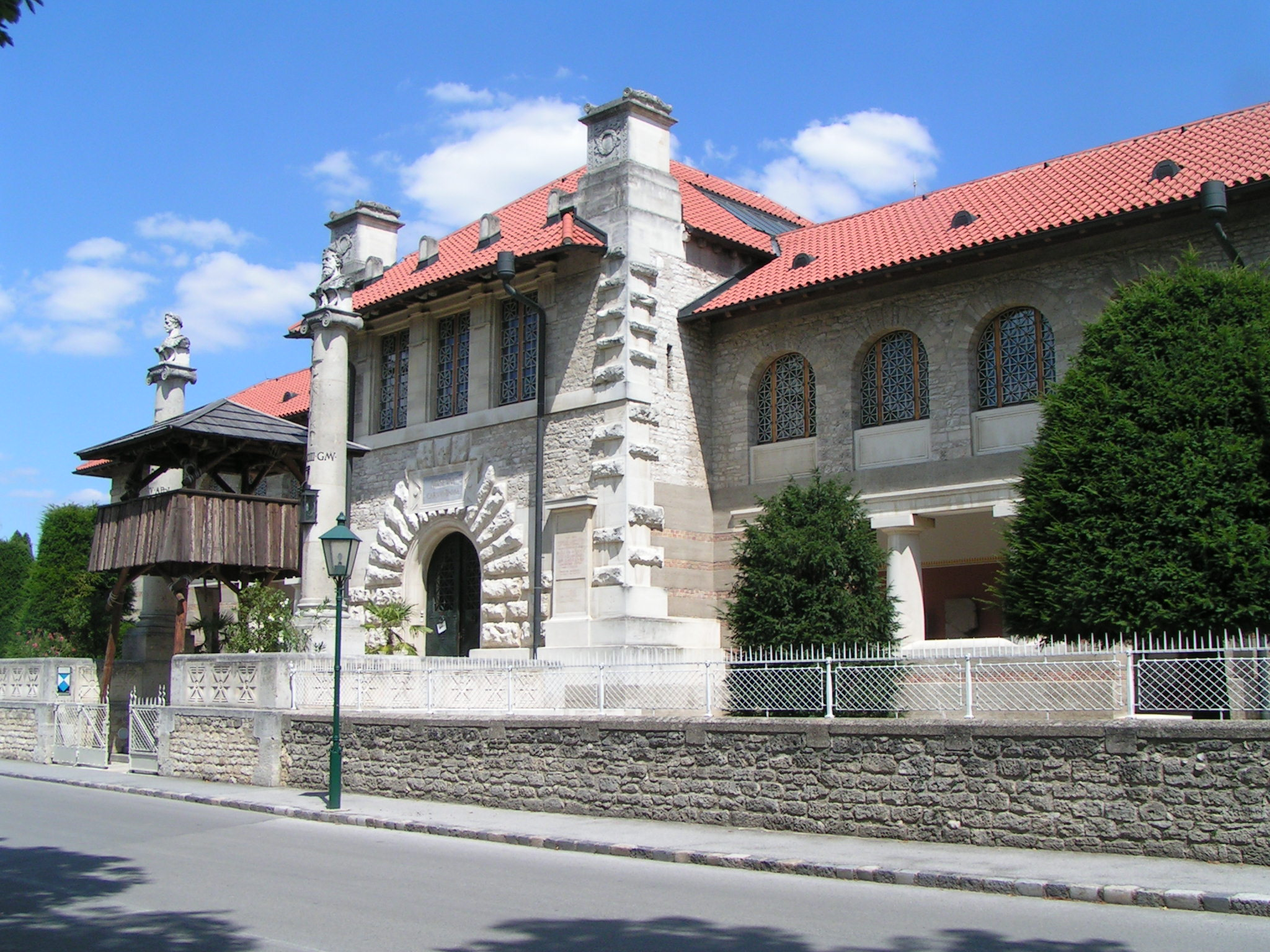
Archäologisches Museum Carnuntinum,
din Bad Deutsch-Altenburg

## Situri de interes
- Izvoare termale bogate în iod și în sulf ;
- Biserica parohială și de pelerinaje: Adormirea Maicii Domnului, în germană Pfarr-und Wallfahrtskirche „Mariae Himmelfahrt”.
- Capelă în stil roman datând de la sfârșitul secolului al XIII-lea
- În a doua jumătate a secolului al XIX-lea, au fost demarate săpături arheologice în Parcul Arheologic Carnuntum (în germană: Archäologisches Museum Carnuntinum):
  - Tabără militară romană din secolul al II-lea, amfiteatru cu circa 15.000 de locuri.
  - Muzeul a fost fondat în 1904.

## Personalități
- Anton Durcovici (1888-1951), episcop catolic de Iași
- Hannes Swoboda (n. 1946), om politic austriac

## Legături externe
- Pagină oficială de Internet